# The Watchers on the Wall
«The Watchers on the Wall» (Els guardians del Mur) és el novè episodi de la quarta temporada, el 39è del total, de la sèrie televisiva Game of Thrones de la productora nord-americana HBO. L'episodi fou escrit pels guionistes David Benioff i D. B. Weiss, i dirigit per Neil Marshall. Es va estrenar el 8 de juny del 2014.
Igual que va passar a la segona temporada amb l'episodi «Blackwater» (també dirigit per Marshall), tot l'episodi se centra exclusivament en un sol argument: l'assalt dels salvatges al Castell Negre i el Mur, i la defensa de la Guàrdia de la Nit dirigida per Ser Alliser Thorne (Owen Teale) i Jon Snow (Kit Harrington).

## Argument

### Al Mur
Mentre esperen la imminent invasió, Jon Snow (Kit Harington) i Samwell (John Bradley), a la part superior del mur, parlen sobre la relació de Jon amb Ygritte (Rose Leslie) durant el temps que va passar amb els salvatges. En un campament proper, Thenn Warg (Joseph Gatt) explora el Mur amb un mussol, mentre Ygritte diu al grup que ha de ser ella qui mati a Jon. Gilly (Hannah Murray), arriba al Castell Negre, després d'haver sobreviscut a l'atac de Villa Talp, ara Sam li promet anar on ella vagi. El seu retrobament és interromput per ràfegues de sons de banya que indiquen l'arribada de l'exèrcit de Mance Rayder. Jon, mirant cap al costat nord de la Muralla, veu com els salvatges han calat foc al bosc, i ell i els seus germans completen els preparatius per a la batalla. Sam condueix a Gilly i el seu nadó al lloc més segur del castell, el rebost, i després se'n va a ajudar a la defensa prometent-li que no morirà.
Ygritte, després d'haver explorat l'entrada del Castell Negre, informa que aquesta està danyada, i Styr (Yuri Kolokolnikov) ordena al grup atacar. Ser Alliser (Owen Teale) ordena als arquers que es preparin, quan una altra ràfega de sons de banya informa que el castell ara ja està sent atacat des de tots dos costats. Alliser deixa el Mur a càrrec de Janos Slynt (Dominic Carter), i es dirigeix al castell a lluitar contra els thenites. A la part superior del Mur, Janos Slynt demostra ser inepte com a comandant i Grenn (Marc Stanley) el fa marxar dient-li que Ser Alliser el crida, ara el seu càrrec és ocupat per Jon. Diversos gegants i un mamut llanut intenten ensorrar la porta gran a la base del mur, i Jon envia Grenn amb cinc homes per defensar el pas. Al castell, Ser Alliser és ferit per Tormund Matagegants (Kristofer Hivju). Sam, havent estat testimoni de la mort de Pyp (Josef Altin), pren la seva ballesta i mata a Thenn Warg, després s'apressa en travessar el pati per pujar al Mur. En arribar al cim, Sam informa a Jon dels esdeveniments al pati i aquest deixa el Mur a càrrec d'Edd (Ben Crompton).
Tornant a la part sud del Castell Negre, Jon dirigeix els germans de la nit restants, juntament amb el seu llop huarg, Fantasma. Jon lluita amb Styr, i després d'una severa pallissa, el mata. Ygritte s'enfronta a ell, però vacil·la amb la seva fletxa. La seva pausa permet a Olly (Brennock O'Connor) disparar-la per l'esquena, i ella mor en els braços de Jon. A la part alta de la paret, Edd obté una defensa reeixida, amb l'exèrcit salvatge a punt de reirada. Tormund, després d'haver estat encertat per diverses fletxes, és capturat i resta a les ordres de Jon.
Al matí, Jon li diu a Sam que anirà al nord del Mur i tractarà de matar Mance. Mentre caminen pel passadís, veuen els cadàvers de Grenn i els seus homes que havien aconseguit matar un gegant. Jon li diu a Sam que cremi els seus cossos i li dona la seva espasa, Arpa, abans de sortir del castell.

## Producció
«The Watchers on the Wall» marca el retorn del director Neil Marshall, que abans ja havia dirigit l'episodi «Blackwater».

### Guió
Aquest episodi inclou continguts de la novel·la de George R.R. Martin Tempesta d'espases, Jon VII-VIII-IX.

## Audiència i crítica

### Audiència televisiva
«The Watchers on the Wall» va ser vist per 6,95 milions de persones durant l'estrena.

### Crítica
L'episodi va rebre una puntuació d'un 91% a Rotten Tomatoes, basada en 33 comentaris. La puntuació més baixa de la temporada. S'afirma que: «Malgrat no tenir l'impacte emocional d'episodis precedents, té èxit al completar una hora plena d'acció i amb efectes visuals dignes del bon cinema.
James Hibberd d'Entertainment Weekly va escriure: «Aquest capítol va aportar una hora plena d'heroisme i angoixa que estableix un nou llistó en l'espectacle televisiu». Una altra crítica positiva arriba de Terri Schwartz de Zap2it.com, que va escriure: «Essent l'episodi més car de la sèrie, la batalla al Castell Negre equivalia a la Batalla de l'Abisme d'Helm de la pel·lícula 'Les dues torres' de la trilogia 'El senyor dels anells'". David Malitz de The Washington Post va ser més negatiu i escrigué: «A part de l'important moment de Jon i Ygritte, era difícil sentir-se massa implicat emocionalment en res del que ha passat. Va ser visualment emocionant veure tot el desplegament però el final era, sorprenentment, insatisfactori».

### Distincions
Neil Marshall va ser nominat per aquest episodi al premi Primetime Emmy 2014 per la millor direcció en una sèrie dramàtica.